# Glaucopsyche elongata
Glaucopsyche elongata är en fjärilsart som beskrevs av Adalbert Seitz 1909. Glaucopsyche elongata ingår i släktet Glaucopsyche och familjen juvelvingar. Inga underarter finns listade i Catalogue of Life.